# Qmail
qmail es un servidor de correo electrónico (SMTP) hecho para Unix. Utiliza el formato maildir para almacenar mensajes (un archivo por mensaje), eliminando varios problemas asociados al manejo del formato mbox. 
Qmail es distribuido como código fuente (sourcecode), escrito en lenguaje C.

## Historia
qmail fue desarrollado por Daniel J. Bernstein entre 1995-98, en la búsqueda de una mejor alternativa a Sendmail, y otros MTAs. Bernstein tenía en mente una arquitectura simple, pues mientras más simple el diseño, más seguro, estable y eficiente sería su operación. El programa ha demostrado ser absolutamente funcional en este sentido, permaneciendo virtualmente inalterado (en su versión 1.03) desde entonces.

## Funcionamiento
El programa está estructurado en módulos que se ejecutan de manera separada, añadiendo por ello un nivel extra de seguridad:
- qmail-smtpd: Atiende las transacciones SMTP entrantes y pone los mensajes en la cola.
- qmail-queue: Gestiona la cola, almacenando los mensajes e invocando a qmail-send.
- qmail-send: Inicia la entrega de mensajes en cola a los destinatarios locales o remotos.
- qmail-rspawn / qmail-remote: Envían los mensajes salientes a los servidores SMTP donde radican los destinatarios.
- qmail-lspawn / qmail-local: Distribuye los mensajes entrantes a sus destinatarios locales.

La interacción se puede visualizar de la siguiente manera:
```
 qmail-smtpd --- qmail-queue --- qmail-send --- qmail-rspawn --- qmail-remote
               /                     |      \
qmail-inject _/                 qmail-clean  \_ qmail-lspawn --- qmail-local
```

### Características
- Aparte de SMTP, qmail también puede utilizar los protocolos QMTP y QMQP.
- Los mensajes recibidos en cada casilla pueden ser filtrados a voluntad por medio de archivos ".qmail". Cada usuario puede tener su propia regla de filtros/reenvios o incluso ejecutar algún programa o script que haga tareas arbitrarias con los mensajes entrantes.
- Además de maildir se puede utilizar el formato mbox si así se desea.
- Las casillas pueden estar asociadas a usuarios reales (de Unix) o virtuales, y también es posible atender simultáneamente varios dominios en un solo servidor.
- Se pueden aplicar parches especiales que permiten aumentar la capacidad del sistema, por ejemplo el aumento de concurrencia (big-concurrency.patch) para enviar hasta un millón de mensajes diarios.

## Seguridad
En 1997 el autor ofreció una recompensa de US$500 a quien pudiese comprobar alguna falla de seguridad en el programa. Un grupo independiente de usuarios también ofreció US$1000. Todavía (2005) no se sabe de nadie que haya comprobado alguna. qmail tiene por ello una reputación de ser muy seguro, además de rápido y eficiente.

## Condiciones de uso (licencia)
qmail es de dominio público, según la web del autor.